# ابن ريان
أبو عبد لله محمد بن مُنَخَّل بن ريان، ويقال فيه محمد بن محمد، من أهل جزيرة شقر، كان من البصيرين بالمساحة، ومن أهل العلم بغيرها. توفي ببلده سنة 551 هـ. ذكره ابن الأبّار[ ؟ ] في تكملة الصلة.